# Готфрид фон Фюрстенберг-Филинген
Готфрид фон Фюрстенберг-Филинген (на немски: Gottfried (Götz) Graf von Fürstenberg-Villingen; † между 2 април и 21 юни 1341) е граф на Фюрстенберг-Филинген в Баден-Вюртемберг.

## Произход
Той е син на граф Егон фон Фюрстенберг, ландграф на Баар († 1324), и съпругата му Верена фон Баден-Хахберг († 1322), дъщеря на маркграф Хайнрих II фон Баден-Хахберг († ок. 1297/1298) и Анна фон Юзинген-Кетцинген († сл. 1286).
Фюрстенбергите получават през 1283 г. Филинген от император Рудолф фон Хабсбург. През 1326 г. Филинген е продаден на Австрия.

## Фамилия
Готфрид фон Фюрстенберг-Филинген се жени 1323 г. за Анна фон Монфор († сл. 27 октомври 1373), дъщеря на граф Хуго IV фон Монфор-Фелдкирх († 1310) и Анна фон Феринген († сл. 1320). Те имат децата:
- Хайнрих V фон Фюрстенберг-Филинген (* пр. 1322; † 30 ноември 1355/28 февруари 1358), женен за Ирменгард фон Верденберг († сл. 28 февруари 1358)
- Хуго фон Фюрстенберг-Филинген († 24 май 1371/1373), женен за Аделхайд фон Кренкинген († 1357/15 юли 1359)
- Йохан III фон Фюрстенберг-Филинген († 1358/1365)
- Уделхилд фон Фюрстенберг († 23 юли сл. 1373), омъжена за Хайнрих фон Блуменек († сл. 16 март 1374)
- Херцеланда (Ловелине) фон Фюрстенберг († 19 август 1362/14 февруари 1364), омъжена ок. 1348 г. за Улрих IV фон Раполтщайн (* пр. 1320; † 11 юли/5 септември 1377), син на фрайхер Йохан III фон Раполтщайн († 1362)